# Gergely Orbán
Gergely Orbán (ur. 3 maja 1983 w Budapeszcie) – węgierski wioślarz.
W 2007 roku ukończył studia z zarządzania na Uniwersytecie Korwina w Budapeszcie.

## Osiągnięcia
- Mistrzostwa Świata U-23 – Amsterdam 2005 – dwójka podwójna – 17. miejsce[1].
- Mistrzostwa Europy – Poznań 2007 – czwórka podwójna – 8. miejsce[1].
- Mistrzostwa Europy – Ateny 2008 – dwójka podwójna – 14. miejsce[1].
- Mistrzostwa Europy – Brześć 2009 – dwójka podwójna – 9. miejsce[1].